# Jan Noskiewicz
Jan Włodzimierz Noskiewicz (ur. 8 października 1890 w Sanoku, zm. 27 sierpnia 1963 w Warszawie) – polski zoolog, entomolog oraz zoogeograf.

## Życiorys
Jan Włodzimierz Noskiewicz urodził się 8 października 1890 w Sanoku jako syn Augusta i Michaliny z domu Kopestyńskiej. W 1909 ukończył VIII klasę i zdał egzamin dojrzałości w C.K. Gimnazjum w Jarosławiu. Następnie rozpoczął studia na Uniwersytecie Jagiellońskim. Kontynuował je następnie na Uniwersytecie Lwowskim. Tam rozwijał swoją edukację z dziedziny botaniki, zoologii i geologii. Po ich ukończeniu był nauczycielem gimnazjalnym (1913–1918 w II Szkole Realnej we Lwowie, 1918–1920 w gimnazjum w Krasnmstawie).
W 1920 obronił doktorat w Katedrze Zoologii Uniwersytetu Jana Kazimierza i przez kolejna dwa lata pracował jako asystent profesora Jana Hirschlera. W latach 1922–1939 pracował naukowo (pełniąc także funkcję bibliotekarza) w Muzeum Przyrodniczym im. Dzieduszyckich we Lwowie, kontynuował także na pełnym etacie pracę nauczyciela gimnazjalnego. 5 lutego 1927 ożenił się w Sanoku z Janiną Amalią Serwą (ur. 1901, córka Józefy Serwy). W 1927 uzyskał stopień doktora filozofii. W 1937 habilitował się i od tego czasu prowadził wykłady zlecone z entomologii i zoogeografii w UJK.
Okres II wojny światowej spędził we Lwowie. W czasie pierwszej okupacji sowieckiej Lwowa (1939–1941) kontynuował pracę w muzeum przyrodniczym, chroniąc zbiory muzeum, był także wykładowcą na Uniwersytecie. W czasie okupacji niemieckiej Lwowa (1941–1944), gdy zamknięte były lwowskie uczelnie, wraz z innymi lwowskimi uczonymi był karmicielem wszy w Instytucie Badań nad Tyfusem Plamistym profesora Rudolfa Weigla, zarabiając w ten sposób na utrzymanie i chroniąc się przed represjami hitlerowców. Brał też udział w tajnym nauczaniu na konspiracyjnym UJK. Po ponownym wkroczeniu Armii Czerwonej do Lwowa w 1944 pracował na Uniwersytecie. 31 maja 1946 został zmuszony do opuszczenia Lwowa i udał się do Wrocławia, gdzie został kierownikiem Katedry Systematyki Zwierząt i Zoogeografii na Uniwersytecie Wrocławskim. Tam, w roku 1946 został profesorem nadzwyczajnym, w 1954 – profesorem zwyczajnym.
Był wieloletnim redaktorem (od 1951 roku) Polskiego Pisma Entomologicznego oraz prezesem Polskiego Towarzystwa Zoologicznego i Polskiego Towarzystwa Przyrodników im. Kopernika.
W swej pracy naukowej skupiał się nad badaniami z zakresu zoogeografii i fauny kserotermicznej występującej na Podolu na Ukrainie. Po przeprowadzce do Wrocławia analogiczne badania kontynuował na Dolnym Śląsku. Interesowały go głównie błonkoskrzydłe, (żądłówki), muchówki (grzybiarkowate, łowikowate).
W roku 1952 przełożył na język polski rosyjskie wydanie podręcznika Zoologia - Bezkręgowce a w 1956 (razem z S. Chudobą) Entomologię ogólną.
Odznaczony został Krzyżem Kawalerskim Orderu Odrodzenia Polski (1954), Medalem 10-lecia Polski Ludowej(1955).
Zmarł w Warszawie, pochowany na cmentarzu w Rembertowie.